# Bemboka
Bemboka är en ort i Australien. Den ligger i kommunen Bega Valley och delstaten New South Wales, i den sydöstra delen av landet, omkring 340 kilometer sydväst om delstatshuvudstaden Sydney. Antalet invånare är 661.
Runt Bemboka är det mycket glesbefolkat, med 5 invånare per kvadratkilometer.. Närmaste större samhälle är Candelo, omkring 19 kilometer sydost om Bemboka. 
I omgivningarna runt Bemboka växer i huvudsak städsegrön lövskog. Genomsnittlig årsnederbörd är 1 127 millimeter. Den regnigaste månaden är juni, med i genomsnitt 166 mm nederbörd, och den torraste är juli, med 11 mm nederbörd.